# NGC 1916
NGC 1916 (другое обозначение — ESO 56-SC98) — рассеянное скопление в созвездии Золотая Рыба.
Этот объект входит в число перечисленных в оригинальной редакции «Нового общего каталога».
В скоплении наблюдается сегрегация массы. Возраст NGC 1916 составляет 200 миллионов лет.